# Ministrstvo za obrambo Republike Slovenije
Ministrstvo za obrambo Republike Slovenije (kratica MORS) je ministrstvo Republike Slovenije, ki skrbi za obrambo Slovenije pred zunanjimi sovražniki in naravnimi nesrečami. Ministrstvo vodi minister za obrambo Republike Slovenije, ki ga imenuje predsednik Vlade Republike Slovenije in potrdi Državni zbor Republike Slovenije; minister je tako del Vlade Republike Slovenije. Sedež ministrstva se nahaja na Vojkovi cesti 55 v Ljubljani (Kardeljeva ploščad).

## Organiziranost MORS-a
- kabinet ministra
- sekretariat glavnega sekretarja
- direktorati:
- Direktorat za obrambno politiko Ministrstva za obrambo Republike Slovenije Arhivirano 2014-10-20 na Wayback Machine.

- Sektor za mednarodno sodelovanje
- Sektor za obrambno planiranje
- Centralni register NATO/EU

- Direktorat za obrambne zadeve Ministrstva za obrambo Republike Slovenije Arhivirano 2014-10-20 na Wayback Machine.

- Sektor za načrtovanje
- Sektor za vojaške zadeve
- Nacionalni center za krizno upravljanje

- Direktorat za logistiko Ministrstva za obrambo Republike Slovenije Arhivirano 2014-10-20 na Wayback Machine.

- Sektor za gospodarjenje z nepremičninami
- Sektor za standardizacijo in kodifikacijo
- Sektor za opremljanje
- Sektor za naročila

- samostojne službe:

- Obveščevalno varnostna služba Ministrstva za obrambo Republike Slovenije
- Služba za odnose z javnostmi
- Služba za protokol
- Notranjerevizijska služba

- organi v sestavi:

- Generalštab Slovenske vojske (Slovenska vojska)
- Uprava Republike Slovenije za zaščito in reševanje
- Inšpektorat Republike Slovenije za obrambo
- Inšpektorat Republike Slovenije za varstvo pred naravnimi in drugimi nesrečami